# Dead or Alive (chanson)
Pour les articles homonymes, voir Dead or Alive.
Singles de KAT-TUN
In Fact
(2014) Kiss Kiss Kiss
(2015)
Dead or Alive est le 23e single du groupe KAT-TUN sorti sous le label J-One Records le 21 janvier 2015 au Japon. Il sort en format CD et CD+DVD. Il arrive 1er à l'Oricon et reste classé 9 semaines.

## Liste des titres
| 1. | Dead or Alive                     |  |
| 2. | White Lovers                      |  |
| 3. | You are Delicious!                |  |
| 4. | Dead or Alive (Instrumental)      |  |
| 5. | White Lovers (Instrumental)       |  |
| 6. | You are Delicious! (Instrumental) |  |

| 1. | Dead or Alive          |  |
| 2. | Polaris                |  |
| 3. | Polaris (Instrumental) |  |

| 1. | Dead or Alive (PV+Making of) |  |

| 1. | Dead or Alive                                    |  |
| 2. | Hanasanaide Ai (Kamenashi Kazuya) (離さないで愛) |  |

| 1. | Hanasanaide Ai (PV+Making of) (離さないで愛) |  |